# Алоїз Граднік
Алоїз Граднік (словен. Alojz Gradnik; 3 серпня 1882 року, Медана — 14 липня 1967 року, Любляна) — словенський поет, перекладач, член Словенської академії наук і мистецтв.

## Біографія
Алоїз народився в невеличкому словенському містечку Медана поблизу Адріатичного моря в місцевості Горішка, що на той час належала Австро-Угорщині. Батько його був за походженням словенець з Трієста, а мати — фріулійкою (італійкою) з графства Гориця і Градишка (словен. Goriška in Gradiščanska). Батько, простий робітник, зумів заробити трохи на виноробстві. Алоїз мав молодшого брата Йожефа, що пізніше стане мером Медани. Алоїз закінчив гімназію в Гориці (словен. Gorica) і вирушив вивчати право до Віденського університету. З 1907 року служив суддею в місті Пула, пізніше в інших містечках Австрійського Примор'я. У 1920 році, після італійської анексії Венеції-Джулії, емігрував до Королівства Югославія, де також служив суддею. У Загребі зблизився з хорватським поетом Владимиром Назором (хорв. Vladimir Nazor) та його товариством. 1924 року одружився з Мірою Потокар (словен. Mira Potokar), яка народила сина Сергія. Після вторгнення нацистської Німеччини в 1941 році повернувся до Любляни. У 1942–1943 роках був в'язнем концтабору в Гонарсі (італ. Gonars), що знайшло відображення в його творчості. Після війни жив у Любляні, регулярно навідував рідні місця.
|                                   |                         |                            |                         |                         |
| Будинок в якому народився Граднік | Граднік у віці 34 років | Граднік з дружиною і сином | Граднік у віці 80 років | Граднік у віці 83 років |

## Літературна творчість
Релігійна лірика Алоїза, що успадкувала символізм Йосипа Мурна, не була широко сприйнята до війни. Його вірші були заново відкриті в 1980-ті роки. У сучасній Словенії він вважається одним з найбільших поетів словенської мови.

### Поетичні збірки
- «Падаючі зірки» (1916) — Gradnik, A. Padajoče zvezde.
- «Біженці» (1917) — Gradnik, A. Begunci.
- «Шлях скорботи» (1922) — Gradnik, A. Pot bolesti.
- «Листи» (1924) — Gradnik, A. Pisma.
- «De Profundis» (1926) — Gradnik, A. De Profundis.
- «Світло самоти» (1932) — Gradnik, A. Svetle samote.
- «Вічні студенти» (1938) — Gradnik, A. Večni studenci.
- «Золоті сходи» (1940) — Gradnik, A. Zlate lestve.
- «Бог і художник» (1943) — Gradnik, A. Bog in umetnik.
- «Спів крові» (1944) — Gradnik, A. Pojoča kri.
- «Вірші про Майю» (1944) — Gradnik, A. Pesmi o Maji.
- «Приморські сонети» (1952) — Gradnik, A. Primorski soneti.
- «Неправильна порада та інші пісні молоді» (1953) — Gradnik, A. Narobe svet in druge pesmi za mladino.
- «Арфа на вітру» (1954) — Gradnik, A. Harfa v vetru.
- «Ерос-Танатос» (1962, 1972) — Gradnik, A. Eros-Tanatos.
- «Зібрання творів 1-5» (1984–2008) — Gradnik, A. Zbrano delo 1-5.

## Перекладацька діяльність
Був поліглотом, знав багато сучасних європейських мов, вільно володів латиною і грецькою мовою, вивчав санскрит, перську, бенгальську, китайську мови. Перекладав твори Данте, Петрарки, Леопарді, Кардуччі, Фосколо, Роденбаха, Ромена Роллана, Чехова, Горького, Хіменеса, Лорки, Петефі, Аді, багатьох сербських поетів.